# Christophe Juvénal des Ursins
 (octobre 2021).
Si vous disposez d'ouvrages ou d'articles de référence ou si vous connaissez des sites web de qualité traitant du thème abordé ici, merci de compléter l'article en donnant les références utiles à sa vérifiabilité et en les liant à la section « Notes et références ».
Christophe Juvénal (ou Jouvenel) des Ursins, fils de François et de Jeanne d'Orfèvre, baron puis marquis de Trainel, seigneur de La Chapelle, de Doue et d'Armenonville, gouverneur de Paris, Lieutenant-Général de l'Île-de-France.

## Biographie
Chevalier de l'Ordre de Saint-Michel, en 1562, il fera partie de la première promotion des chevaliers de l'Ordre du Saint-Esprit (12e), le 31 décembre 1578.

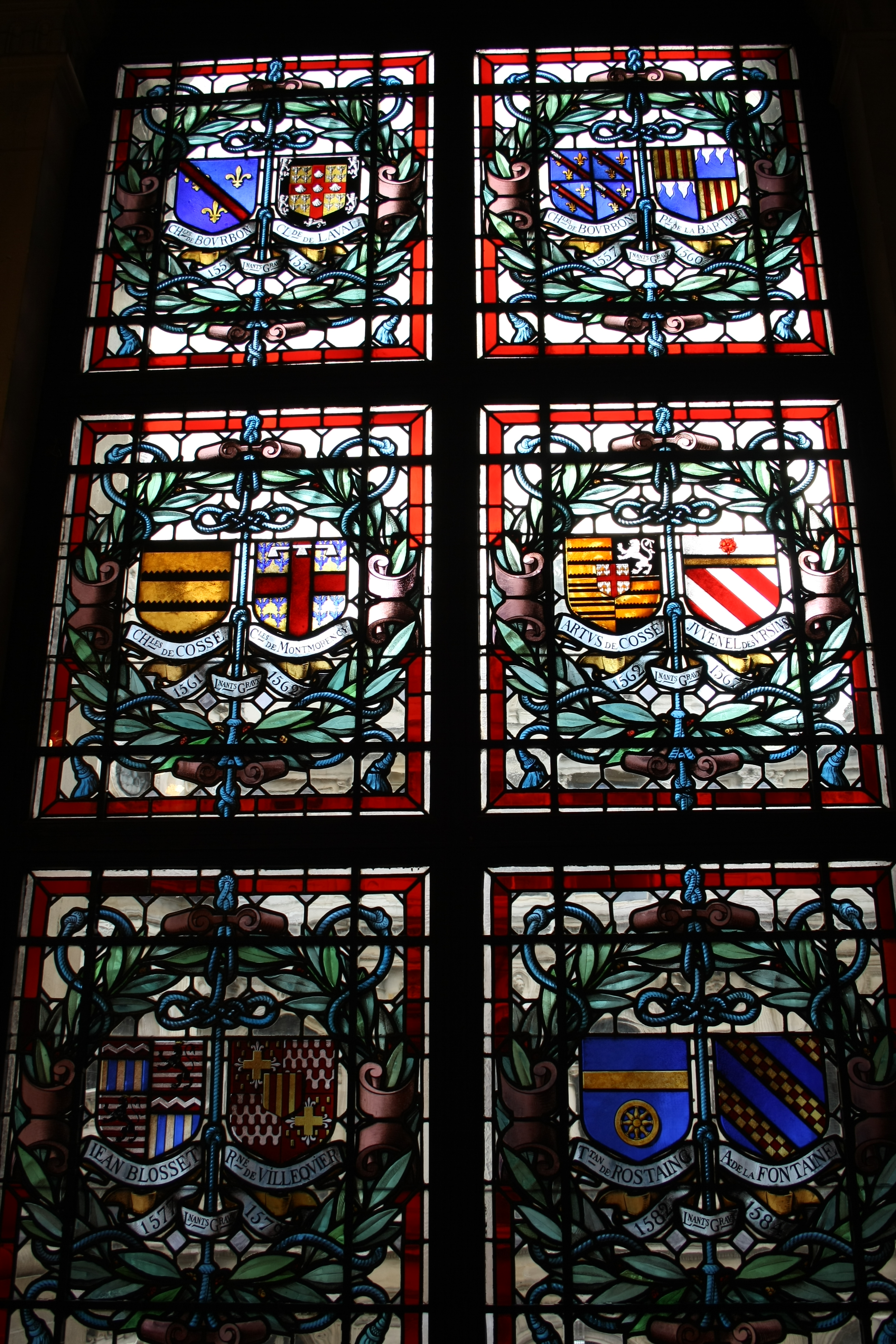
Armoiries de Christophe Juvénal des Ursins

Il meurt en 1588.

## Famille
Il épouse en 1557 Madeleine de Luxembourg-Brienne, fille d'Antoine II comte de Brienne (petit-fils d'Antoine Ier comte de Brienne) et de Marguerite de Savoie (fille de René).
- François II Jouvenel des Ursins (1569-1650 ; dernier du nom), 2e marquis de Trainel, baron de Neuilly par sa femme Guillemette d'Orgemont, dame de Méry.
- Philippe Juvénal des Ursins, abbé commendataire de l'abbaye de la Valroy[1].